# マーク・デイグノルト
- マーク・デイグノート
- マーク・ダグノー
- マーク・ダグノート

マーク・デイグノルト（Mark Daigneault  発音：DAYG-nolt　;, 1985年2月23日 - ）はアメリカ合衆国マサチューセッツ州レミンスター出身のプロバスケットボール指導者。NBAのオクラホマシティ・サンダーのヘッドコーチ。現在、NBAヘッドコーチでは最年少である。

## 経歴

### コーチ
2003年から2007年までジム・カルフーンの下でコネチカット大学の学生マネージャーとして指導者のキャリアをスタートした。教育学の学士号を取得した後、修士号を取得するつもりであったが、カルフーンと副ヘッドコーチのジョージ・ブラネイから、ホーリークロス大学でアシスタントコーチの役割を担うように促され、強力な推奨が得られた 。
2010年から2014年までフロリダ大学ゲイターズのアシスタントコーチを務め、2014年から2019年まではNBAのオクラホマシティ・サンダーと提携しているNBAGリーグのオクラホマシティ・ブルーのヘッドコーチを務めた。2019-20シーズン、アシスタントコーチとしてサンダーに加わり、ゲイターズのコーチであったヘッドコーチのビリー・ドノバンと再会を果たした。 2020年11月11日、ドノバンのシカゴ・ブルズへの移籍に伴い、サンダーのヘッドコーチに昇進した
。

## ヘッドコーチ成績
| チーム                     | シーズン | G   | W  | L   | W–L% | シーズン結果      | PG | PW | PL | PW–L% | 最終結果         |
| -------------------------- | -------- | --- | -- | --- | ---- | ----------------- | -- | -- | -- | ----- | ---------------- |
| オクラホマシティ・サンダー | 2020–21  | 72  | 22 | 50  | .306 | ノースウェスト5位 | —  | —  | —  | —     | プレーオフ不出場 |
| オクラホマシティ・サンダー | 2021–22  | 82  | 24 | 58  | .293 | ノースウェスト5位 | —  | —  | —  | —     | プレーオフ不出場 |
| オクラホマシティ・サンダー | 2022–23  | 82  | 40 | 42  | .488 | ノースウェスト3位 | —  | —  | —  | —     | プレーオフ不出場 |
| Career                     | Career   | 236 | 86 | 150 | .364 |                   | —  | —  | —  | —     |                  |